# BWP-2000
BWP-2000 — дослідна польська бойова машина піхоти (БМП) на шасі МТ-С, яку розробляли з початку 1990-х до 1999 року. Проєкт було скасовано 2009 року.

## Історія створення
Базою для польського BWP-2000 є гусеничний транспортер МТ-С, розроблений спільно Польщею, Радянським Союзом і Східною Німеччиною наприкінці 1980-х років. Ця машина була в основному розроблена радянським конструкторським бюро ОКБ-40 в Митищах і польським OBRUM з міста Гливиці.
У грудні 2009 року міністр оборони Польщі Богдан Кліх оголосив про скасування програми модернізації BWP-1M Puma через їх невідповідність поставленим вимогам. Наразі Сухопутні війська Польщі розглядають нову багатоцільову платформу UPG-NG як заміну застарілого парку БМП-1, а також як основу для нового легкого/середнього танка зі 120-мм безпілотною баштою та автоматом заряджання. Очікуваним початком серійного виробництва був 2015 рік. Її потенційним конкурентом була ліцензійна збірка CV90, яку пропонувала BUMAR Group.
Самохідний міноукладальник SPG Kalina не вийшов зі стадії прототипу. Прагнучи отримати якомога більшу віддачу від вкладених у нього сил та коштів, Науково-дослідний центр машинобудування спільно з Військовим інститутом бронетанкової та автомобільної техніки Польщі розробив проєкт БМП на базі корпусу міноукладача. В результаті з'явилася машина BWP-2000, прототип якої був представлений у 1995 р. на ярмарку в Кельцях.

## Конструкція
BWP-2000 має типове для бойової машини піхоти компонування. У передній частині корпусу розташовані відділення управління (ліворуч) та моторно-трансмісійне (праворуч), у середній – бойове, у кормовій – десантне. Десантне відділення може перевозити до восьми повністю екіпірованих солдатів. Як і в BWP-1, бійці входять і виходять з транспортного засобу через задню частину транспортного засобу, але BWP-2000 оснащена апареллю з електромеханічним приводом. 
Корпус повністю виготовлений зі зварної сталі. Він захищає автомобіль від підкаліберних снарядів калібром до 35 мм над лобовою дугою. Дах і борти захищають машину від куль калібру 12,7 мм, випущених з відстані 100 метрів, інші частини броні захищають від куль калібру 7,62 мм з будь-якої відстані та під будь-яким кутом. І корпус, і башта можуть бути оснащені додатковим пасивним або динамічним захистом.
Екіпаж машини складається з трьох осіб екіпажу: механіка-водія, навідника та командира. Водій має цільну кришку люка, яка підіймається і відкривається вправо, як у BWP-1. Перед люком водія розташований ширококутний перископ, який можна замінити пасивним приладом нічного бачення для використання в нічних умовах. Блок живлення має решітки для входу/виходу повітря на даху та випускний отвір з правого боку. 
Башта — італійська OTO Melara T60/70A, яка зазвичай озброєна стабілізованою 60-мм нарізною автоматичною гарматою, 7,62-мм спареним кулеметом і 12,7-мм зенітним великокаліберним кулеметом. Усередині башти розташовані місця як навідника, так і командира. 60-мм автоматична гармата може бути замінена різними гарматами від 25-мм автоматичних гармат до 105-мм гармат. Башта оснащена вісьмома димовими гранатометами, розміщеними у двох блоках на боках башти. 
Двигун S-12K (модифікація радянського дизеля В-12 від Т-72 потужністю 700 к.с.) розташований уздовж поздовжньої осі машини. Трансмісія складається з проміжної передачі, двох планетарних коробок і бортових передач.

## Варіанти
У разі прийняття БМП на озброєння передбачені варіанти встановлення на ній 40-мм, 35-мм, 25-мм і 23-мм гармат, також можливий варіант оснащення 105-мм гарматою (бойова машина з важким озброєнням). Залежно від встановленого озброєння та типу башти маса BWP-2000 може коливатися в межах 25—30 тонн. Машина мала бути обладнана сучасною системою керування вогнем, яка включає стабілізатор озброєння, перископ командира з панорамним оглядом, комбінований приціл із тепловізійною камерою.